# Santa Eulalia de Cabrera
Santa Eulalia de Cabrera (en cabreirés Santolaya) es una localidad española que forma parte del municipio de Encinedo, en la provincia de León, comunidad autónoma de Castilla y León.

## Geografía

### Ubicación
| Noroeste: Losadilla        | Norte: Encinedo        | Noreste: Ambasaguas        |
| Oeste: Losadilla           |                        | Este: Villarino            |
| Suroeste Sierra de Cabrera | Sur: Sierra de Cabrera | Sureste: Sierra de Cabrera |

## Demografía

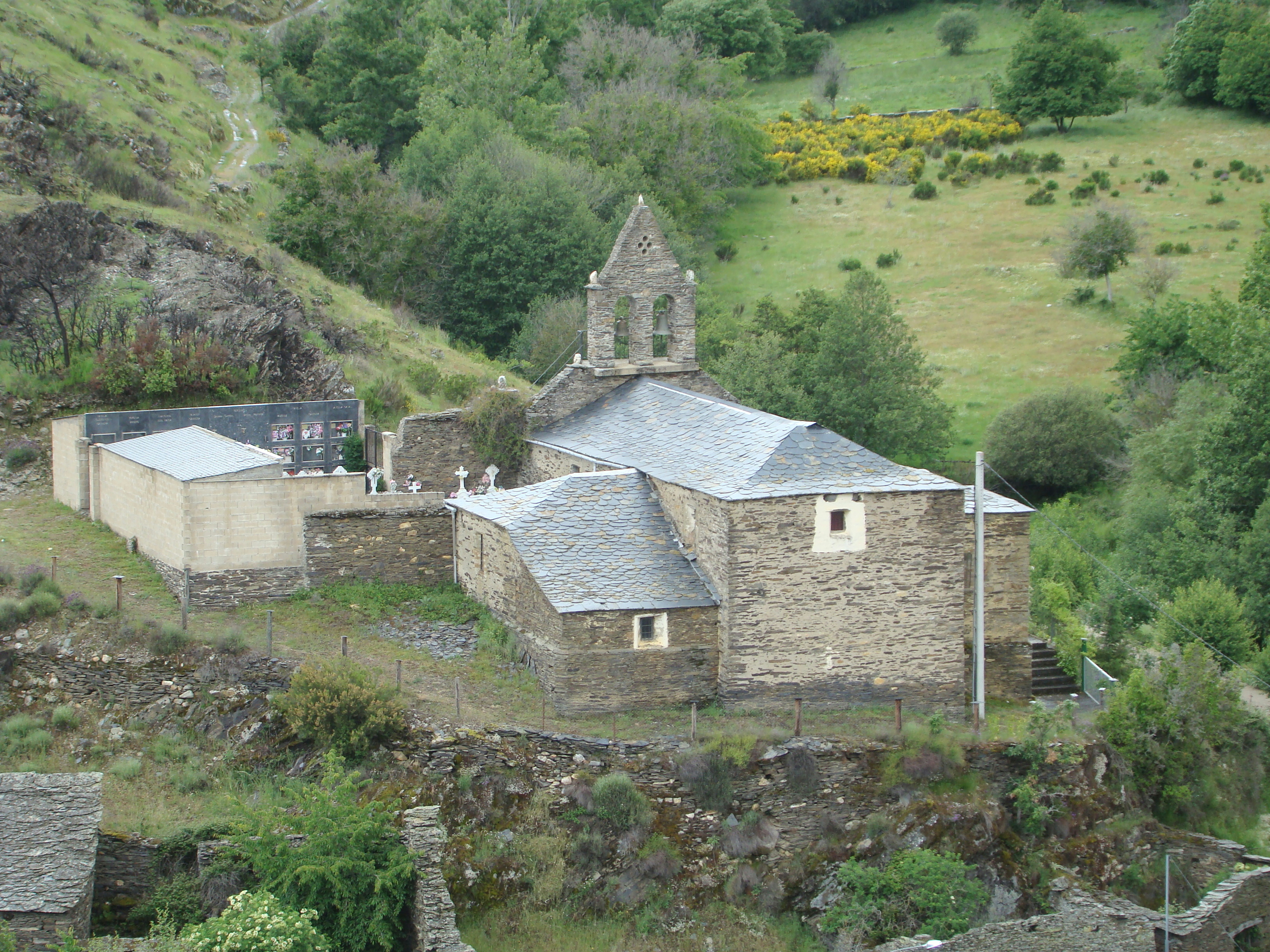
Iglesia de Santa Eulalia

Evolución de la población
| Gráfica de evolución demográfica de Santa Eulalia de Cabrera entre 2000 y 2017 |
|                                                                                |
| Población de derecho (2000-2017) según el padrón municipal del INE             |